# فیلم در ۱۹۹۵
فیلم در ۱۹۹۵ فیلم‌های پخش شده و اتفاقات سینمایی در ۱۹۹۵ را شامل می‌شود.

## پرفروش‌ترین فیلم‌ها
ده فیلم پرفروش جهانی در ۱۹۹۵:
| رتبه | عنوان            | پخش‌کننده         | فروش جهانی   |
| ---- | ---------------- | ---------------- | ------------ |
| ۱    | جان‌سخت ۳         | سینرجی / فاکس    | $366,101,666 |
| ۲    | داستان اسباب‌بازی | دیزنی            | $363,007,140 |
| ۳    | آپولو ۱۳         | یونیورسال        | $355,237,933 |
| ۴    | گولدن‌آی          | مترو گلدوین مایر | $352,194,034 |
| ۵    | پوکاهانتس        | دیزنی            | $346,079,773 |
| ۶    | بتمن برای همیشه  | برادران وارنر    | $336,529,144 |
| ۷    | هفت              | نیو لاین         | $327,311,859 |
| ۸    | کسپر             | یونیورسال        | $287,928,194 |
| ۹    | دنیای آب         | یونیورسال        | $264,218,220 |
| ۱۰   | جومانجی          | سونی             | $262,797,249 |